# سكاي: تشيلدرن أف ذا لايت
اسكاي: تشيلدرن أف ذا لايت هي لعبة مغامرة اجتماعية مستقلة تم تطويرها ونشرها بواسطة ذات جيم كومباني. تم إصدارها لأول مرة لنظام iOS في 18 يوليو 2019. وتم إصدارها لنظام Android لاحقًا في 7 أبريل 2020،  مع إصدار نسخة Nintendo Switch قريبًا في صيف 2020.

## اللعب
في لعبة سكاي: تشيلدرن أف ذا لايت يستكشف اللاعب مملكة سحرية باستخدام رداء (cape) يمنحه القدرة على الطيران. هناك سبعة عوالم فريدة يمكنك زيارتها، وكل واحدة منها تتمحور حول مرحلة مختلفة من الحياة. وإضافةً إلى هذه العوالم هناك «المنزل (home)» الذي يعمل كمركز بين العوالم المختلفة، حيث توجد أبواب العوالم فيه. طوال اللعبة سيواجه اللاعب «ارواح» تمنح اللاعب عناصر وتأثيرات تؤثر على اللعب مقابل عملة (الشموع والقلوب) تستخدم داخل اللعبة. يمكن للاعب أيضًا العثور على «النجوم الضائعة» التي تعطي اللاعب «الضوء المجنح (winged light)». عندما يجمع اللاعب ما يكفي من الضوء المجنح يرتفع مستوى الرداء الذي يملكه، مما يزيد من «طاقة الجناح» القصوى ويسمح له بالتحليق مسافةً أبعد.
تتميز اللعبة بتركيزها الشديد على الميكانيكا الاجتماعية. حيث يمكن للاعبين أن يلتقوا ويصادقوا بعضهم البعض، ويمكنهم فتح قدرات وميزات جديدة مثل الدردشة وكذلك إرسال الهدايا مع نمو صداقتهم وتوطيد علاقاتهم. هناك أيضًا العديد من العناصر التجميلية (cosmetics) لتجمعها بما في ذلك الاردية (جمع رداء)، والأقنعة، وتسريحات الشعر، والقبعات، والسراويل، والآلات الموسيقية القابلة للتشغيل، والتعبيرات، والمزيد. يمكنك الحصول على هذه العناصر والمزايا باستخدام العملة داخل اللعبة.

## استقبال
منح موقع Metacritic اللعبة 81 من أصل 100 استنادًا إلى 17 مراجعاً، بالإضافة إلى منحها المركز الأول كأكثر الالعاب مشاركتاً على نظام iOS لعام 2019، والمرتبة الخامسة لأكثر الالعاب حديثاً حولها على iOS لعام 2019، ورقم 12 كأفضل لعبة على نظام iOS لعام 2019. كما قيّم موقع Gameinformer اللعبة ب 8.5 من أصل 10 قائلاً «Sky هي لعبة ترتقي بشكل نشط وقوي على منصة iOS، والأفضل لإمكانية المشاركة مع الآخرين - خاصةً الأشخاص الذين قد لا يهتمون عادةً لألعاب الفيديو.» كما اعطى موقع Gamespot اللعبة 8 من أصل 10، مانحين الثناء بالأخص للمرئيات البصرية والرسوم المتحركة والموسيقى نقاطاً في التقييم، مع الاعتراف بأن «زيارات العودة إلى البيئات والمناطق السابقة ليست جذابة مثل رحلتك الأولى». وكذلك قيم موقع IGN اللعبة بنسبة 8.5 من أصل 10، مشبهاً اللعبة بسابقتها على أنها «أكبر وأكثر جرأة وسائرة على خطى سابقتها حيث تتوسع في جعل مسيرة الرحلة رائعةً للغاية.» وبالنسبة لموقع Destructoid، فمثل العديد من المراجعين الآخرين، أشادوا بأنها لعبة «يجب أن يختبرها كل شخص»، ومع ذلك تم انتقاد عناصر التحكم باللمس بشكل كبير ونقص التحكم في الشخصية، بشكل يوحي بأنه «يجب على الجميع أن ينتظروا نسخة الكونسول أو إصدار الكمبيوتر» لتشغيل اللعبة لتجربة أفضل.

### الجوائز
فازت اللعبة بلعبة أبل لعام 2019. في 8 يوليو 2020، أعلنت الشركة المطورة ذات جيم كومباني أن اللعبة تجاوزت 20 مليون عملية تنزيل.
| السنة | الجائزة                                                            | الفئة                                             | النتيجة | المرجع        |
| ----- | ------------------------------------------------------------------ | ------------------------------------------------- | ------- | ------------- |
| 2019  | جائزة جولدن جويستيك 2019                                           | لعبة الجوال للسنة                                 | رُشِّح     | [ 9 ]         |
| 2019  | جوائز اللعبة 2019                                                  | أفضل لعبة جوال                                    | رُشِّح     | [ 10 ]        |
| 2020  | نيويورك غيم اواردس                                                 | جائزة A-Train لأفضل لعبة جوّال                     | رُشِّح     | [ 11 ]        |
| 2020  | ألعاب الجيب جوائز ألعاب الجوال                                     | لعبة السنة                                        | رُشِّح     | [ 12 ]        |
| 2020  | ألعاب الجيب جوائز ألعاب الجوال                                     | أفضل إنجاز صوتي/ مرئي                             | رُشِّح     | [ 12 ]        |
| 2020  | ألعاب الجيب جوائز ألعاب الجوال                                     | Pocket Gamer People's Choice                      | فوز     | [ 12 ]        |
| 2020  | الدورة الثالثة والعشرون من التصميم المبتكر لجوائز الترفيه والتواصل | لعبة العام المحمولة                               | رُشِّح     | [ 13 ]        |
| 2020  | جوائز الأكاديمية الوطنية لمراجعي ألعاب الفيديو "NAVGTR"            | Game, Original Family                             | رُشِّح     | [ 14 ]        |
| 2020  | جوائز الأكاديمية الوطنية لمراجعي ألعاب الفيديو "NAVGTR"            | Original Light Mix Score, New IP                  | رُشِّح     | [ 14 ]        |
| 2020  | جوائز اختيار مطوري الألعاب                                         | أفضل لعبة جوال                                    | رُشِّح     | [ 15 ] [ 16 ] |
| 2020  | جوائز اختيار مطوري الألعاب                                         | جائزة الجمهور                                     | فوز     | [ 15 ] [ 16 ] |
| 2020  | جوائز ألعاب SXSW                                                   | لعبة السنة للجوال                                 | فوز     | [ 17 ]        |
| 2020  | الذكرى السنوية الثامنة عشرة لجوائز.G.A.N.G                         | أفضل موسيقى للعبة مستقلة                          | رُشِّح     | [ 18 ]        |
| 2020  | الذكرى السنوية الثامنة عشرة لجوائز.G.A.N.G                         | أفضل تصميم صوتي في لعبة "casual"/ اجتماعية        | رُشِّح     | [ 18 ]        |
| 2020  | الذكرى السنوية الثامنة عشرة لجوائز.G.A.N.G                         | أفضل موسيقى في لعبة "casual"                      | رُشِّح     | [ 18 ]        |
| 2020  | الذكرى السنوية الثامنة عشرة لجوائز.G.A.N.G                         | أفضل أغنية أصلية ("Constellation")                | رُشِّح     | [ 18 ]        |
| 2020  | جوائز ويبي                                                         | التطبيقات والجوال والصوت: أفضل تصميم مرئي - جمالي | فوز     | [ 19 ]        |
| 2020  | جوائز أبل للتصميم                                                  | التصميم والابتكار المتميز                         | فوز     | [ 20 ]        |

## روابط خارجية
- سكاي: تشيلدرن أف ذا لايت على موقع Google Play (الإنجليزية)
- سكاي: تشيلدرن أف ذا لايت على موقع IMDb (الإنجليزية)
- الموقع الرسمي